# Primera División 1961-1962 (Messico)
Il campionato di calcio di Primera División messicana 1961-1962 è stato il diciannovesimo campionato a livello professionistico del Messico. Cominciò il 14 giugno 1961 e si concluse l'8 gennaio del 1962. Vide la vittoria finale del Guadalajara per la quarta volta consecutiva.

## Squadre partecipanti
| Club                    | Città                | Stadio                   | Stagione 1960-1961                        |
| ----------------------- | -------------------- | ------------------------ | ----------------------------------------- |
| América                 | Città del Messico    | Estadio Universitario    | 5º posto in Primera División              |
| Atlante                 | Città del Messico    | Estadio Universitario    | 10º posto in Primera División             |
| Atlas                   | Guadalajara          | Estadio Jalisco          | 3º posto in Primera División              |
| Guadalajara             | Guadalajara          | Estadio Jalisco          | (Campione)                                |
| Irapuato                | Irapuato             | Estadio Irapuato         | 12º posto in Primera División             |
| León                    | León                 | Estadio La Martinica     | 5º posto in Primera División              |
| Monterrey               | Monterrey            | Estadio Tecnológico      | 12º posto in Primera División             |
| Deportivo Morelia       | Morelia              | Estadio Morelos          | 10º posto in Primera División             |
| Nacional de Guadalajara | Guadalajara          | Estadio Jalisco          | 1º posto in Segunda División (Nepromosso) |
| Necaxa                  | Città del Messico    | Estadio Universitario    | 3º posto in Primera División              |
| Oro                     | Guadalajara          | Estadio Jalisco          | 2º posto in Primera División              |
| Tampico                 | Tampico              | Parque España de Tampico | 5º posto in Primera División              |
| Toluca                  | Toluca               | Campo Patria             | 9º posto in Primera División              |
| CD Zacatepec            | Zacatepec de Hidalgo | Estadio Zacatepec        | 8º posto in Primera División              |

## Classifica finale
|  | Pos. | Squadra                 | Pt | G  | V  | N  | P  | GF | GS | DR  |
|  | ---- | ----------------------- | -- | -- | -- | -- | -- | -- | -- | --- |
|  | 1.   | Guadalajara             | 41 | 26 | 20 | 1  | 5  | 58 | 17 | +41 |
|  | 2.   | América                 | 34 | 26 | 14 | 6  | 6  | 51 | 31 | +20 |
|  | 3.   | Toluca                  | 34 | 26 | 15 | 4  | 7  | 58 | 37 | +21 |
|  | 4.   | Oro                     | 31 | 26 | 13 | 5  | 8  | 41 | 32 | +9  |
|  | 5.   | León                    | 25 | 26 | 5  | 15 | 6  | 24 | 30 | -6  |
|  | 6.   | Irapuato                | 25 | 26 | 10 | 5  | 11 | 35 | 47 | -12 |
|  | 7.   | Deportivo Morelia       | 24 | 26 | 8  | 8  | 10 | 32 | 42 | -10 |
|  | 8.   | Tampico                 | 23 | 26 | 7  | 9  | 10 | 37 | 41 | -4  |
|  | 9.   | Atlante                 | 23 | 26 | 8  | 7  | 11 | 38 | 45 | -7  |
|  | 10.  | Nacional de Guadalajara | 23 | 26 | 7  | 9  | 10 | 30 | 44 | -14 |
|  | 11.  | Atlas                   | 22 | 26 | 8  | 6  | 12 | 39 | 44 | -5  |
|  | 12.  | Necaxa                  | 22 | 26 | 7  | 8  | 11 | 47 | 54 | -7  |
|  | 13.  | Monterrey               | 19 | 26 | 7  | 5  | 14 | 37 | 47 | -10 |
|  | 14.  | CD Zacatepec            | 18 | 26 | 7  | 4  | 15 | 41 | 57 | -16 |

Legenda:
      Campione del Messico
      Retrocesso in Segunda División
Note:
Due punti a vittoria, uno a pareggio, zero a sconfitta.

## Risultati

### Tabellone
|             | AME | ATN | ATS | GUA | IRA | LEO | MON | MOR | NAC | NEC | ORO | TAM | TOL | ZAC |
| América     |     | 1-3 | 0-1 | 0-1 | 4-3 | 1-1 | 3-0 | 2-1 | 0-0 | 1-1 | 3-2 | 2-2 | 1-2 | 2-4 |
| Atlante     | 2-2 |     | 2-1 | 0-2 | 0-2 | 1-1 | 3-0 | 2-4 | 1-1 | 3-0 | 1-0 | 4-1 | 1-3 | 4-1 |
| Atlas       | 1-0 | 4-1 |     | 0-1 | 0-0 | 1-0 | 4-1 | 3-3 | 2-2 | 3-3 | 1-2 | 3-0 | 5-1 | 2-1 |
| Guadalajara | 1-0 | 1-2 | 3-2 |     | 4-0 | 3-0 | 2-0 | 1-0 | 3-0 | 4-1 | 0-1 | 3-0 | 0-1 | 3-1 |
| Irapuato    | 5-0 | 0-3 | 3-1 | 0-5 |     | 1-2 | 3-3 | 4-0 | 1-0 | 1-4 | 1-3 | 2-2 | 4-2 | 0-2 |
| León        | 1-1 | 1-1 | 0-0 | 0-0 | 1-2 |     | 1-1 | 3-2 | 2-2 | 1-2 | 4-2 | 4-1 | 1-1 | 2-0 |
| Monterrey   | 2-0 | 4-0 | 2-1 | 0-5 | 1-0 | 2-0 |     | 2-1 | 4-2 | 2-1 | 0-0 | 2-1 | 1-0 | 1-2 |
| Morelia     | 3-0 | 0-1 | 3-1 | 1-2 | 0-0 | 0-0 | 0-0 |     | 2-0 | 4-1 | 3-0 | 0-1 | 1-0 | 5-1 |
| Nacional    | 3-2 | 1-1 | 2-0 | 1-6 | 0-1 | 1-1 | 0-0 | 3-1 |     | 2-0 | 2-1 | 4-0 | 2-0 | 1-1 |
| Necaxa      | 3-2 | 3-3 | 2-2 | 0-4 | 3-2 | 1-1 | 8-3 | 1-0 | 2-1 |     | 0-1 | 2-2 | 4-2 | 2-1 |
| Oro         | 2-1 | 2-0 | 1-2 | 1-2 | 0-2 | 0-0 | 1-3 | 1-1 | 1-0 | 1-1 |     | 2-1 | 2-0 | 2-3 |
| Tampico     | 4-0 | 2-2 | 5-0 | 3-1 | 1-0 | 0-0 | 3-2 | 1-1 | 0-0 | 1-1 | 1-0 |     | 2-1 | 2-0 |
| Toluca      | 2-0 | 0-1 | 1-2 | 2-0 | 3-1 | 1-0 | 0-3 | 2-2 | 2-5 | 2-4 | 3-3 | 2-2 |     | 1-6 |
| Zacatepec   | 3-1 | 4-2 | 2-1 | 0-2 | 0-0 | 1-1 | 3-1 | 2-2 | 4-1 | 2-0 | 5-2 | 0-3 | 5-3 |     |

## Verdetti finali
- Il Club Deportivo Guadalajara è campione del Messico.
- Il CD Zacatepec retrocede in Segunda División.